# Sfregazzo
Lo sfregazzo è una tecnica pittorica usata nella pittura ad olio, consistente nel passare sopra ad uno strato di colore già asciutto un altro strato, di un altro colore, steso con pennello duro di setola, al fine di lasciar trasparire il colore sottostante creando un gioco di trasparenze simile a quanto avviene nella velatura.

## Differenze rispetto alla velatura
A differenza che nella tecnica della velatura, nello sfregazzo si usa un colore non diluito e si opera con un gesto energico, "sfregando" il pennello carico di poco colore.
Usata soprattutto nel Rinascimento, a differenza della velatura, la tecnica dello sfregazzo venne usata di frequente anche in altri periodi storici.